# 泰澤秀幸
泰澤 秀幸（たいざわ ひでゆき、1979年5月2日 - ）は、静岡県出身の元サッカーおよびフットサル選手で現在はフットサル指導者。デウソン神戸株式会社代表取締役社長、フットサルスクールマスター、同コーチ。

## 略歴
ジュビロ磐田のユースから1998年にトップチームに昇格するも、翌年に退団。
その後フットサルに転向し、2007年に発足した日本フットサルリーグ（Fリーグ）に参入したデウソン神戸では2007年度の主将を務めた。
2008年10月23日に現役を引退し、2009年1月からは神戸の監督に就任した。が、2009年12月に監督に比嘉リカルドが就任し、再びコーチとなった。後デウソン神戸が運営するフットサルスクールでスクールマスターを務めるかたわら、自らもコーチとして指導するようになった。

## 個人成績
| 国内大会個人成績 | 国内大会個人成績 | 国内大会個人成績 | 国内大会個人成績 | 国内大会個人成績 | 国内大会個人成績 | 国内大会個人成績 | 国内大会個人成績 | 国内大会個人成績 | 国内大会個人成績 | 国内大会個人成績 | 国内大会個人成績 |
| 年度             | クラブ           | 背番号           | リーグ           | リーグ戦         | リーグ戦         | リーグ杯         | リーグ杯         | オープン杯       | オープン杯       | 期間通算         | 期間通算         |
| 年度             | クラブ           | 背番号           | リーグ           | 出場             | 得点             | 出場             | 得点             | 出場             | 得点             | 出場             | 得点             |
| 日本             | 日本             | 日本             | 日本             | リーグ戦         | リーグ戦         | リーグ杯         | リーグ杯         | 天皇杯           | 天皇杯           | 期間通算         | 期間通算         |
| ---------------- | ---------------- | ---------------- | ---------------- | ---------------- | ---------------- | ---------------- | ---------------- | ---------------- | ---------------- | ---------------- | ---------------- |
| 1998             | 磐田             | 33               | J                | 0                | 0                | 0                | 0                | 0                | 0                | 0                | 0                |
| 1999             | 磐田             | 27               | J1               | 0                | 0                | 0                | 0                | 0                | 0                | 0                | 0                |
| 通算             | 日本             | 日本             | J1               | 0                | 0                | 0                | 0                | 0                | 0                | 0                | 0                |
| 総通算           | 総通算           | 総通算           | 総通算           | 0                | 0                | 0                | 0                | 0                | 0                | 0                | 0                |